# Alois Švehlík

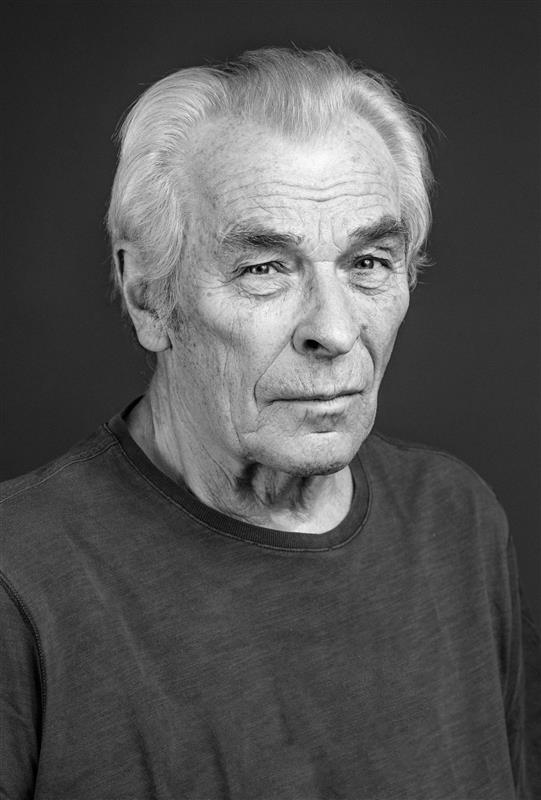
Alois Švehlík (2019)

Alois Švehlík (* 30. Juli 1939 in Pardubice, Protektorat Böhmen und Mähren; † 2. April 2025 in Prag, Tschechien) war ein tschechischer Schauspieler und Synchronsprecher.

## Leben
In den 1960er-Jahren absolvierte Švehlík eine Schauspielausbildung an der Theaterfakultät der Akademie der Musischen Künste in Prag (DAMU). Als Bühnendarsteller wirkte er an verschiedenen Theaterhäusern in zahlreichen Theaterstücken, Musicals und Kabarett-Programmen mit, wie beispielsweise in Pygmalion oder in Tod eines Handlungsreisenden. Von 1988 bis 2023 war er als festes Ensemblemitglied am Nationaltheater Prag engagiert. Als Schauspieler vor der Kamera wirkte Švehlík von 1973 bis zum Jahr 2024 in mehr als 140 Film-und-Fernsehproduktionen mit.
Švehlík war zudem umfangreich als Synchronsprecher tätig und lieh dabei in tschechischer Sprache unter anderem Jack Nicholson, Anthony Hopkins, Charles Bronson, Robert De Niro, Burt Lancaster, Danny DeVito und Götz George in der Rolle des Horst Schimanski seine Stimme. Švehlík selbst wurde im deutschsprachigen Raum unter anderem von Niels Clausnitzer, Wolfgang Hess, Joachim Nottke und Gerhard Paul synchronisiert.
Im Jahr 2021 wurde Švehlík der Thalia-Preis verliehen.
Am 2. April 2025 starb Alois Švehlík im Alter von 85 Jahren in Prag.

## Filmografie (Auswahl)
- 1976: Odysseus und die Sterne (Odysseus a hvězdy)
- 1978: Jörg Ratgeb, Maler
- 1978: Die Frau hinter dem Ladentisch (Žena za pultem) (Fernsehserie, 1 Folge)
- 1980: Die Kriminalfälle des Majors Zeman (30 případů majora Zemana) (Fernsehserie, 1 Folge)
- 1981: Das Krankenhaus am Rande der Stadt (Nemocnice na kraji města) (Fernsehserie, 1 Folge)
- 1983: Vom Webstuhl zur Weltmacht (Fernsehserie, 1 Folge)
- 1993: Die Rückkehr der Märchenbraut (Arabela se vrací) (Fernsehserie, 1 Folge)
- 1994: Die Mühlenprinzessin (Princezna ze mlejna)
- 2011: Alois Nebel
- 2013: Burning Bush – Die Helden von Prag (Hořící keř) (TV-Miniserie)
- 2016: Die Geliebte des Teufels (Lída Baarová)
- 2017: Maria Theresia (Fernsehserie)